# Largo al factotum
Largo al factotum (tal. Mjesta gradskom faktotumu) je kavatina Figara iz druge scene prvog čina Rossinijeve opere Seviljski brijač iz 1775. godine, za koju je libreto na talijanskom jeziku napisao Cesare Sterbini. Arija je napisana za bariton i izrazito je zahtjevna za pjevače. Jedna je od najpopularnijih arija ikada napisanih, a zasluge za popularizaciju svakako imaju crtani filmovi, u kojima je česta tema.

## Kontekst i sadržaj
Francuski dramaturg Pierre Beaumarchais napisao je tri drame u kojima je Figaro glavni junak, Le Barbier de Séville ou la Précaution inutile (Seviljski brijač ili Uzaludna opreznost; 1773.), La Folle Journée, ou Le Mariage de Figaro (Figarova svadba ili Ludi dan; 1778.) i L'Autre Tartuffe, ou la Mère coupable (Drugi Tartuffe, ili Majka je kriva; 1792.), od kojih su prve dvije uspješno iskorištene kao libreta opera, Rossinijevog Seviljskog brijača i Mozartovog Figarovog pira. Treća drama također je korištena za libreta, ali sa slabim uspjehom.
Kao i Da Ponte u libretu za Figarov pir, tako je i Sterbini iz Beaumarchaisova teksta izbacio političku konotaciju, ali je zadržao komični duh djela.
Nekoć u službi mladog grofa Almavive, Figaro je sad gradski brijač. U operi svojom lukavošću i spretnošću pomaže Almavivi da oženi mladu Rosinu, koju je njen zaštitnik, stari doktor Bartolo namijenio sebi da bi se domogao njenog miraza.
Brijači su u vrijeme radnje opere (18. stoljeće), osim šišanja i brijanja, radili i druge poslove, često kao ljekarnici, liječnici i zubari. Pritom su posjećivali domove svojih klijenata, pa su mogli pružati komunikacijske i informacijske usluge.
Na početku prvog čina, Figaro se pri prvom pojavljivanju na sceni predstavlja čuvenom kavatinom Largo al factotum, u stvari samohvalom: on je brijač di qualità, usto i gradski faktotum (faktor), važna osoba koja sve radi, za koju svi pitaju i koju svi traže, a on je na usluzi svima i danju i noću.
Stihovi iz Sterbinijevog libreta su isprepletani, a dolje su prikazani kako su uglazbljeni u partituri:
| talijanski tekst | slobodan prijevod |
| --- | --- |
| (La ran la lera la ran la lera la ran la lera la ran la la.) Largo al factotum della città, largo! La ran la, la ran la, la ran la, la. Presto a bottega che l'alba è già, presto! La ran la, la ran la, la ran la, la. Ah, che bel vivere, che bel piacere, che bel piacere per un barbiere di qualità, di qualità! Ah, bravo Figaro, bravo, bravissimo, bravo! La ran la, la ran la, la ran la, la. Fortunatissimo per verità, bravo! La ran la, la ran la, la ran la, la. Fortunatissimo per verità, fortunatissimo per verità. La, la ran la, la, la ran la, la ran la, la ran la, la ran la, la ran la. Pronto a far tutto, la notte e il giorno, sempre d'intorno, in giro sta. Miglior cuccagna per un barbiere, vita più nobile, no, non si dà. La, la ran la, la ran la, la ran la, la ran la, la ran la, la ran la, la ran la. Rasori e pettini, lancette e forbici al mio comando tutto qui sta, rasori e pettini, lancette e forbici al mio comando tutto qui sta. V'è la risorsa, poi, del mestiere... colla donnetta... col cavaliere, colla donnetta... la, le ran le ra... col cavaliere... la, la ran la... la... la. Ah, che bel vivere, che bel piacere, che bel piacere per un barbiere di qualità, di qualità! Tutti mi chiedono, tutti mi vogliono, donne, ragazzi, vecchi, fanciulle. Qua la parrucca... Presto la barba... qua la sanguigna... presto il biglietto... Tutti mi chiedono, tutti mi vogliono, tutti mi vogliono, tutti mi vogliono, Qua la parrucca... presto la barba... presto il biglietto... Figaro, Figaro, Figaro, Figaro, Figaro, Figaro, Figaro, Figaro, Figaro! Ahimè! ahimè! che furia! ahimè che folla! uno alla volta, per carità, per carità, per carità, uno alla volta, uno alla volta, uno alla volta, per carità! Figaro!... Son qua, Ehi Figaro! Son qua. Figaro qua, Figaro là, Figaro qua, Figaro là, Figaro su, Figaro giù, Figaro su, Figaro giù. Pronto prontissimo son come il fulmine, sono il factotum della città, della città, della città, della città, della città. Ah, bravo Figaro, bravo, bravissimo, ah, bravo Figaro, bravo, bravissimo, a te fortuna, a te fortuna, a te fortuna non mancherà. La, la ran la, la ran la, la ran la, la ran la, la ran la, la ran, a te fortuna, a te fortuna, a te fortuna non mancherà. Sono il factotum della città, sono il factotum della città, della città, della città, della città. | (iz daljine, prije izlaska na scenu) Tra-la-la... Mjesta gradskom faktotumu, mjesta! Tra-la-la... Brzo u butigu, već je zora, brzo! Tra-la-la... Ah, kakav lijep život, kakav užitak, kakav užitak za vrsnog brijača, za vrsnog brijača! Ah, bravo Figaro, bravo, bravissimo, bravo! Tra-la-la... Zaista sam presretan, bravo! Tra-la-la... Zaista sam presretan, zaista sam presretan. Tra-la-la... la la la... Spreman za sve, noću i danju, uvijek blizu i pri ruci. Bolja dembelija za brijača, plemenitiji život, ne može se naći. Tra-la-la... la la la... Britve i češljevi, lancete i škare sve je pod komandom, sve je tu, britve i češljevi, lancete i škare sve je tu pod mojom komandom. To je, napose, alat majstora... za žene... za muškarce... za žene... la la la... za muškarce... la la la... Ah, kakav lijep život, kakav užitak, kakav užitak za vrsnog brijača, za vrsnog brijača! Svi za me pitaju, svi me žele žene, mladići, starci, djevojke. Evo perike... Brzo brijanje... puštanje krvi... brzo ovu cedulju... Svi za me pitaju, svi me žele svi me žele, svi me žele, Evo perike... Brzo brijanje... brzo nosi cedulju... Figaro, Figaro, Figaro, Figaro, Figaro, Figaro, Figaro, Figaro, Figaro! Ajme! ajme! kakvo ludilo! ajme kakva gužva! jedan po jedan, preklinjem vas, preklinjem vas, preklinjem vas, jedan po jedan, jedan po jedan, jedan po jedan, preklinjem vas! Figaro!... Ovdje sam, Ej Figaro! Ovdje sam. Figaro ovdje, Figaro tamo, Figaro ovdje, Figaro tamo, Figaro gore, Figaro dolje, Figaro gore, Figaro dolje. Spreman, brži od munje, ja sam gradski faktotum, gradski faktotum... Ah, bravo Figaro, bravo, bravissimo, ah, bravo Figaro, bravo, bravissimo, sreća te, sreća te, sreća te neće napustiti. Tra-la-la... la la la... sreća te, sreća te, sreća te neće napustiti. Ja sam gradski faktotum, ja sam gradski faktotum, gradski faktotum... |

## O glazbi
Arija baritonima pruža mogućnost da pokažu svoje umijeće i glasovne sposobnosti. Izuzetno je zahtjevna za izvođenje zbog brzog tempa allegro vivace, a kako je pisana u 6/8 taktu, i lomljenja jezika pri pjevanju osminka nota.
Orkestracija: pikolo, flauta, 2 klarineta, 2 fagota, 2 roga, 2 trube, gudači
Tonalitet: C-dur
Trajanje skladbe je 4 do 5 minuta.

## Utjecaj
Arija se javlja na trajnim zapisima mnogih baritona, a redovito se izvodi na koncertima klasične glazbe. Često se javlja u popularnoj kulturi, obrađivana je i korištena na radiju, televiziji i na filmu. Na primjer:
- Radio Swiss Classic u svojoj glazbenoj bazi ima tri albuma različitih izvođača (Thomas Hampson, Dmitrij Hvorostovski, Oliver Widmer)
- Argentinski skladatelj Waldo de los Ríos u 1970-ima je popularizirao klasičnu glazbu u stilu popa, pa je kavatinu obradio i objavio kao 16. numeru na albumu "Classics".
- U crtanim filmovima:
  - Pero Djetlić (The Barber of Seville)
  - Zekoslav Mrkva (Rabbit of Seville i Long Haired Hare)
  - Tom i Jerry (The Cat Above and the Mouse Below i Kitty Foiled)
  - Walt Disney (The Whale Who Wanted to Sing at the Met)
  - The Simpsons (epizoda Homer of Seville, nakratko "Figaro Figaro la la la")
- U filmu Igra školice Kendig pri prelasku granice glasnom arijom iz automobila i pjevanjem namjerno skreće pozornost carinika na sebe.

## Vanjske poveznice
|  | Zajednički poslužitelj ima još gradiva o temi Seviljski brijač |